# Henriette Lotaller
Henriette Lotaller (16 maart 1954) is een voormalig professioneel tafeltennisster.

## Belangrijkste resultaten
- Goud met het team op de Europese kampioenschappen 1972.
- Goud in het vrouwen dubbelspel op de Europese kampioenschappen 1972 met Judit Magos.
- Goud in het vrouwen dubbelspel op de Europese kampioenschappen 1974 met Judit Magos.
- Zilver met het team op de Europese kampioenschappen 1974.